# People = Shit
People = Shit (с англ. — «Люди = Дерьмо») — песня американской ню-метал-группы Slipknot, с альбома Iowa. Несмотря на то, что песня не выпускалась в качестве сингла, она считается одним из самых известных и лучших треков группы.

## Отзывы
По мнению The Pit, песня заткнула критиков, которые считали Slipknot рэп-рок-группой. Вместо этого, они представили смесь дэта, сладжа и нойза, затмившие электронику и семплы. Kerrang считают, что этой песней они уничтожили все вопросы об «опопсении» группы на втором альбоме. MMH описали трек: «С позицией „нахер всё“, сумасшедшим вокалом и бешеным ритмом. „People=Shit“ определённо, является гимном группы.»

## Музыкальный стиль
Наряду с песнями «Disasterpiece» и The Heretic Anthem, «People=Shit» является песней, находящаяся под сильным влиянием дэт-метала.